# Бойчук, Иосиф Павлович
Иосиф Павлович Бойчук (укр. Йосип Павлович Бойчук; 5 декабря 1900, Великий Бычков, Австро-Венгрия, ныне Раховский район Закарпатской области — после 1945, год и место смерти неизвестны) — закарпатский политический и общественный деятель левого толка, писатель, публицист, журналист и редактор.

## Биография
Учился в народной школе. В конце Первой мировой войны призван в австро-венгерскую армию, после демобилизации участвовал в революционных событиях 1919 года, воевал в составе венгерской Красной армии, попал в румынский плен, работал на лесопильном заводе в Северной Трансильвании.
После возвращения в родное село стал одним из лидеров коммунистического движения на Подкарпатской Руси. Участвовал в создании Международной социалистической партии Подкарпатской Руси (1920), после её преобразования в Подкарпатскую краевую организацию Коммунистической партии Чехословакии был окружным, позже — региональным секретарём Коммунистической партии Чехословакии (1921—1922).
Член общества «Просвита» (1920—1939). В 1920—1928 годах работал в партийной газете «Карпатская правда», в 1924—1928 годах был её редактором. Как радикальный коммунист неоднократно арестовывался властями Чехословакии. Освободившись, в 1930 году порвал с КПЧ (по-видимому, из-за несогласия со сталинизацией партии при Клементе Готвальде) и присоединился к социал-демократам, работал в их печатном органе, газете «Вперед».
В этот период написал на украинском языке автобиографический роман с утопически-сатирическими элементами о трагических событиях Первой мировой войны «В темноте руин», который был издан в 1937 году на венгерском языке. В 1931—1938 годах — журналист правительственной газеты на венгерском языке «Új Közlöny» («Уй кёзлёнь»). Накануне Второй мировой войны в 1938—1939 годах был техническим редактором украинской газеты «Новая свобода».
После аннексии Закарпатья хортистской Венгрией в марте 1939 года с семьёй выехал в Югославию, где работал в типографии воеводинской русинской прессы — газет «Русские новини» и «Родное слово» (с. Руски-Крстур, Воеводина). В 1941 году, когда и Югославия была оккупирована силами Оси, вернулся в Закарпатье, сотрудничал в 1942—1944 годах в ужгородской газете на венгерском языке «Új Máramaros» («Новый Мармарош»).
После прихода к власти в Венгрии нацистской партии «Скрещённые стрелы» в 1944 году вместе с женой-еврейкой и сыном был отправлен в лагерь смерти Освенцим. Его родные погибли, но Бойчуку удалось выжить и после прихода советских войск вернуться в родной край, где он нашёл работу на солерудниках Солотвины от Хустского окружного народного комитета. Был избран делегатом на I съезд народных комитетов Закарпатской Украины в городе Мукачево, в октябре 1944 года призвавший к присоединению Закарпатской Украины к УССР.
Несмотря на это, в конце 1944 года арестован органами СМЕРШ 4-го Украинского фронта и обвинён в «антисоветской деятельности» во время работы в венгерской газете «Új Máramaros». 14 сентября 1945 года приговорён к 8 годам исправительно-трудовых лагерей. Его дальнейшая судьба неизвестна. Реабилитирован в 1991 году.